# Hans Adam al II-lea, Principe de Liechtenstein
Hans-Adam al II-lea (Johannes „Hans” Adam Ferdinand Alois Josef Maria Marko d'Aviano Pius von und zu Liechtenstein),  (n. 14 februarie 1945, Zürich, cantonul Zürich, Elveția), este al XV-lea Principe de Liechtenstein, actualul monarh al Principatului. El poartă, de asemenea, și titlul de Duce de Troppau și Jägerndorf, Conte de Rietberg.

## Titluri, ranguri și onoruri
- 14 februarie 1945 – 13 noiembrie 1989: Alteța Sa Serenisimă, Principele Ereditar al Liechtensteinului.
- 13 noiembrie 1989 – prezent: Alteța Sa Serenisimă, Principele Suveran al Liechtensteinului.

### Onoruri
- Austria:  Doctor honoris causa al Universității din Innsbruck[2]
- România: Profesor Honoris Causa și Senator ad Honorem al Universității "Babeș-Bolyai" [3]